# Fabio Grossi
Pour les articles homonymes, voir Grossi.
Fabio Grossi (né le 3 septembre 1967 à Milan) est un athlète italien, spécialiste du 400 mètres.

## Biographie
Il remporte la médaille d'argent du relais 4 × 400 m lors des Championnats du monde en salle 1995, à Barcelone, associé à Andrea Nuti, Roberto Mazzoleni et Ashraf Saber. L'Italie, qui établit le temps de 3 min 09 s 12, est devancée par l'équipe des États-Unis. 

### Palmarès
| Date | Compétition                    | Lieu      | Résultat | Épreuve   |
| ---- | ------------------------------ | --------- | -------- | --------- |
| 1991 | Jeux méditerranéens            | Athènes   | 2e       | 400 m     |
| 1991 | Jeux méditerranéens            | Athènes   | 1er      | 4 × 400 m |
| 1992 | Jeux olympiques                | Barcelone | 6e       | 4 × 400 m |
| 1994 | Championnats d'Europe          | Helsinki  | 4e       | 4 × 400 m |
| 1995 | Championnats du monde en salle | Barcelone | 2e       | 4 × 400 m |

### Records
| Épreuve | Épreuve   | Performance | Lieu    | Date               |
| ------- | --------- | ----------- | ------- | ------------------ |
| 400 m   | Plein air | 45 s 92     | Bologne | 1er septembre 1994 |
| 400 m   | Salle     |             |         |                    |